# Carlos Auyero
Carlos Alberto Camilo Auyero (18 de octubre de 1936-18 de abril de 1997) fue un político argentino. Fue el líder del Partido Demócrata Cristiano, de una corriente interna partidaria identificada como la centroizquierda. Jugó un papel importante en la formación de la coalición del FrePaSo.

## Biografía
Carlos Auyero nació en Buenos Aires el 18 de octubre de 1936. Estudió en el Colegio Nacional Buenos Aires. 
En su adolescencia fue miembro de la Acción Católica Argentina e inició su militancia social en la Parroquia del Sagrado Corazón de Jesús de Lanús Este, Provincia de Buenos Aires.
En 1962 se recibió de abogado en la Universidad de Buenos Aires y en 1968 de Doctor en Derecho Público por la Universidad del Salvador.

### Trayectoria política
Ya en 1961, a los 25 años de edad, Auyero fue elegido diputado provincial en la Provincia de Buenos Aires, tras haber obtenido su doctorado en derecho. 
En 1973 fue por primera vez elegido diputado nacional. 
Después del retorno de la democracia en 1983, se convirtió en líder del Partido Demócrata Cristiano (PDC) y ayudó a crear el Frente Renovador con los peronistas que impulsó a Antonio Cafiero a la gobernación de la provincia de Buenos Aires, mientras Auyero regresaba a la Cámara de Diputados en 1985.  La Democracia Cristiana de Carlos Auyero, venció, junto a Cafiero, en las elecciones legislativas de 1985.
Auyero fue vicepresidente de la Organización Demócrata Cristiana de América (ODCA) y desempeñó un papel en la Internacional Demócrata Cristiana.
Participó en leyes trascendentales como la del Defensor del Pueblo y Ley del Contrato de Trabajo. Fue uno de los redactores de la Constitución Nacional de 1983.
Participó, junto a Augusto Conte, en la Fundación Fapes.
Entre 1985 y 1989 fue nuevamente diputado de la Nación.
Fue fundador del Frente Grande y electo convencional constituyente.
Carlos Auyero encabezó la tentativa de conformar un polo de centro izquierda no peronista. Siendo líder del Partido Demócrata Cristiano, se había opuesto en 1989 a la alianza partidaria con Carlos Menem, que había sido aprobada por estrecho margen por los congresales de su partido, debido a la adhesión de Menem a políticas económicas neoliberales. Entonces condujo a su agrupación, "Humanismo y Liberación", a la integración de un nuevo partido formado con la activista Graciela Fernández Meijide, la Democracia Popular.
Antes de las elecciones de 1995, Carlos Álvarez trajo más partidos de la oposición y grupos sociales que confluyeron en el Frepaso, el Frente para un País Solidario. La fórmula del Frepaso para la presidencial en 1995, José Octavio Bordón y Álvarez, ocupó el segundo lugar con un 33% de los votos, estableciéndose como una fuerza importante. En la misma elección Auyero obtuvo el 20% de los votos para la gobernación de Buenos Aires. Se desempeñó también como Secretario General del Frepaso, que también incluyó ahora a sus viejos colegas de la Democracia Cristiana.

### Muerte
El 17 de abril de 1997, Auyero participó en el programa Hora clave en Canal 9 presentado por Mariano Grondona, integrando un panel de debate con el ministro de Gobierno Eduardo Amadeo, el periodista Néstor Ibarra y el economista Enrique Szewach. Poco después del programa, en el que Auyero había debatido fuertemente con Amadeo, se descompensó sufriendo un infarto. Auyero, quien tenía un historial de problemas cardíacos, murió poco después, alrededor de la medianoche.
Carlos Auyero yace en el Cementerio Parque Gloriam de Burzaco, provincia de Buenos Aires.

### Homenajes
Llevan su nombre la Escuela nacional de Gobierno Dr Carlos Auyero y una plaza en Lanús, Provincia de Buenos Aires, ubicada entre las calles Arias, Purita, Córdoba y Salta.

## Obras escritas
- "Desde la incertidumbre: un proyecto político pendiente" Carlos Auyero. Legasa S.R.L., 1 ene. 1989 - 180 páginas
- "Como gobernará el Frente Grande" Carlos Auyero. Ed. de la Urraca, 1 ene. 1994 - 134 páginas
- "Argentina tiene ejemplos: otro país es posible" Chacho Álvarez, Graciela Fernández Meijide, Carlos Auyero. C. Serrano, 1 ene. 1996 - 116 páginas
- "Los caminos del progresismo en la Argentina" Carlos Auyero. Fundación del Sur, 1993 70 p.
- "Manual del dirigente político socialcristiano". Carlos Auyero. 1975[11]